# Форарлберг
Форарлберг (на немски: Vorarlberg) е една от 9 федерални провинции в състава на Австрия.

## География

### Административно деление
Провинцията се състои от 4 окръга:
- Брегенц
- Блуденц
- Дорнбирн
- Фелдкирх